# Wulfila-Gletscher
Der Wulfila-Gletscher (bulgarisch ледник Вулфила lednik Wulfila) ist ein 3 km langer und 2 km breiter Gletscher im Südwesten von Greenwich Island im Archipel der Südlichen Shetlandinseln. In den Breznik Heights fließt er südöstlich des Oborishte Ridge, südwestlich des Terter Peak und des Razgrad Peak sowie nordwestlich des Ephraim Bluff in südwestlicher Richtung zur McFarlane Strait.
Die bulgarische Kommission für Antarktische Geographische Namen benannte ihn 2005 nach Wulfila (≈311–383), Bischof der Terwingen.